# 9211 Neese
9211 Neese eller 1995 SB27 är en asteroid i huvudbältet som upptäcktes den 19 september 1995 av Spacewatch vid Kitt Peak-observatoriet. Den är uppkallad efter den amerikanska astronomen Carol L. Neese.
Asteroiden har en diameter på ungefär 6 kilometer.